# Marine Electric
Die Marine Electric war ein rund 184 m langes Massengutschiff, das 1983 sank. Bei der Havarie kamen 31 Besatzungsmitglieder ums Leben, was später zur Verbesserung verschiedener Sicherheitsstandards führte.

## Geschichte
Das Tankschiff des Bautyps T2-SE-A1 wurde 1944 auf der Werft Sun Shipbuilding and Drydock Company in Chester, Pennsylvania, für die United States Maritime Administration gebaut und 1944 als Musgrove Mills in Dienst gestellt. Im Mai 1947 wurde das Schiff an die Gulf Oil Corporation verkauft, die es als Gulfmills einsetzten. Im Mai 1961 wurde es an die Marine Transport Lines Corporation verkauft, die es bis November 1962 auf der Werft Bethlehem Steel Company in East Boston, Massachusetts zum Massengutschiff umbauen ließ. Dabei wurde das knapp 24 Meter lange Vorschiff und das etwa 43 Meter lange Achterschiff des ehemaligen T2-Tankers mit einem rund 118 Meter langen Mittelteil, das 1961 beim Bremer Vulkan in Bremen-Vegesack neu gebaut und zur Umbauwerft geschleppt wurde, zusammengefügt. Das zuvor mittlere Deckshaus des ehemaligen Tankers wurde beim Umbau auf das achtere Deckshaus aufgesetzt. Das Schiff wurde auf die Marine Coal Transport Corporation übertragen und als Marine Electric wieder in Fahrt gebracht.

## Schiffsdaten
Das Schiff wurde von einem Elektromotor angetrieben, der auf einen Propeller wirkte. Für die Stromerzeugung standen zwei von ölbefeuerten Dampfturbinen von Babcock & Wilcox angetriebenen Generatoren von Westinghouse zur Verfügung. Als Notgenerator fungierte ein von einem Vierzylinder-Dieselmotor von General Electric angetriebener Generator.
Das Schiff verfügte über fünf Laderäume für den Transport von Massengütern wie beispielsweise Getreide oder Kohle. Die Laderäume verfügten über circa 11,3 Meter breite Luken. Die Luken waren mit MacGregor-Single-Pull-Lukendeckeln verschlossen, die mit einer Kette nach hinten aufgezogen und in einer Lukentasche verstaut werden konnten. Die Lukenabdeckung von Laderaum 1 bestand aus sechs Deckeln, die von Laderaum 2 bis 5 aus sieben Deckeln.

## Schiffsunglück

### Havarie
Das Schiff befand sich mit einer Ladung Kohle auf dem Weg von Norfolk, Virginia, nach Brayton Point, Massachusetts. Es sank am 12. Februar 1983 im Sturm vor der Küste von Virginia, nachdem es zuvor noch einem in Seenot geratenen Kutter Hilfe geleistet hatte. Ursache für das Wassernehmen waren marode Ladeluken. Nur drei Seeleute überlebten etwa 90 Minuten im eiskalten Wasser, bis ein Rettungshubschrauber die Personen bergen konnte. 31 Seeleute kamen um, weil Schutzanzüge gegen das kalte Wasser nicht zum Standard der Ausstattung gezählt hatten.

### Ursachen
Als Ursache des Unglücks gilt ein Investitionsstau in der Instandhaltung des Schiffes. Die Reederei Marine Transport Lines hatte die Instandsetzung der Ladeluken immer wieder hinausgezögert und auftretende Risse provisorisch mit unzureichendem Epoxidharz verfüllt oder mit aufgeschweißten Stahlplatten verdeckt. Es wurde festgestellt, dass auch das American Bureau of Shipping mit einer mangelhaften Sicherheitskontrolle dazu beitrug, dass der marode Zustand des Schiffes nicht behoben wurde. Da die Ladeluken nicht mehr fest verschlossen werden konnten, liefen die vorderen Laderäume während des Sturmes voll Wasser. Der Bug sank somit innerhalb kurzer Zeit dauerhaft unter die Wasseroberfläche. Durch die instabile Lage des Schiffes neigte sich dieses auf eine Seite und drohte zu kentern. Da die US-Küstenwache nicht über einen ausgebildeten Rettungsschwimmer an Bord des Rettungshubschraubers verfügte, konnte die Besatzung, die aus eigener Kraft nicht mehr in einen herabgelassenen Rettungskorb steigen konnten, nicht sofort aus dem Wasser gezogen werden. Erst ein später eintreffender Rettungsschwimmer der US-Marine konnte die Überlebenden bergen.

### Folgende Sicherheitsmaßnahmen
Im Zuge des Unglücks wurde die Ausrüstung mit Überlebensanzügen für alle Schiffe der Berufsschifffahrt vorgeschrieben. Mit diesen hätte die Mannschaft einen längeren Zeitraum im kalten Wasser des Atlantiks ausharren können. Die Küstenwache der Vereinigten Staaten startete infolge des Unglücks ein eigenes Programm zur Ausbildung von Rettungsschwimmern für den Einsatz auf hoher See bei allen Wetterlagen.

### In den Medien
Der Untergang wurde in der ersten Staffel der amerikanischen Doku-Serie In Seenot in der Folge „Die Tragödie der ‚SS Marine Electric‘“ (Original: „Disasters at Sea“, „Deadly Neglect“) thematisiert.